# NGC 2451
NGC 2451 là một cụm mở trong chòm sao Thuyền Vĩ, có thể được phát hiện bởi Giovanni Battista Hodierna trước năm 1654 và John Herschel vào năm 1835. Năm 1994, nó đã được cho rằng đây thực sự là hai cụm mở nằm dọc theo cùng một đường ngắm. Điều này đã được xác nhận vào năm 1996. Các cụm tương ứng được đặt tên NGC 2451 A và NGC 2451 B, và chúng nằm tương ứng ở khoảng cách 600 và 1.200 năm ánh sáng.